# The Last Kingdom
The Last Kingdom (en español, El Último Reino) es una serie de televisión británica estrenada el 10 de octubre de 2015 por medio de la BBC América y el 22 de octubre de 2015 por la BBC Two. Es un drama histórico de la Gran Bretaña medieval, basada en las novelas The Saxon Stories de Bernard Cornwell.
La serie ha contado con la participación invitada de actores como Rutger Hauer, Matthew Macfadyen, Jason Flemyng, Nicholas Rowe, Lorcan Cranitch, Eva Birthistle, Alec Newman, Sergej Onopko, entre otros.
A finales de diciembre de 2015 se anunció que la serie había sido renovada para una segunda temporada, la cual está conformada por 8 episodios que se estrenaron en 2017.
Pese a que se consideraba acabada, el propio protagonista dio muestras de que esto no era así, siendo confirmada una nueva temporada en abril de 2018 con Netflix en la producción, que fue estrenada el 19 de noviembre. Fue confirmada una cuarta temporada por los actores y la página oficial en sus redes sociales y se estrenó el 26 de abril de 2020. Una quinta temporada fue confirmada y se espera que salga a fines de 2021. El 30 de abril de 2021, Netflix informó que la quinta temporada será la última parte de la serie,aunque posteriormente, en 2023, se estrenó en la plataforma una película que sería el final oficial de la serie, titulada Seven Kings Must Die.

## Historia
Es el año 872 y muchos de los reinos separados de lo que ahora se conoce como Inglaterra han caído en manos de los invasores daneses, dejando al gran reino de Wessex solo y bajo el mando del rey Alfredo el Grande. Durante este tiempo, el Lord Uhtred, un noble sajón, es asesinado por los daneses y su hijo Uhtred de Bebbanburg, es capturado y criado como un danés. Pronto se ve obligado a elegir entre el país de su nacimiento y la gente que lo crio, por lo que su lealtad será probada. 
En la búsqueda para reclamar su derecho de nacimiento, Uhtred deberá seguir un camino peligroso entre ambas partes si quiere tener un papel en el nacimiento de una nueva nación y así lograr recuperar su territorio ancestral.
La temporada de la historia de la serie abarca aproximadamente las tramas de las novelas: The Last Kingdom y The Pale Horseman, aunque están modificadas para los propósitos de la televisión. La segunda temporada cubre las tramas de las novelas de Cornwell The Lords of the North y Sword Song.
La temporada 3 se basa en The Burning Land y Death of Kings, pero hubo cambios importantes en la trama. Los 10 episodios de esta temporada fueron producidos únicamente por Netflix. Un crítico indicó que esto tuvo un efecto positivo: "Con ello se produjo un cierto aumento en los valores de producción, especialmente durante el épico choque de final de episodio en el que el golpe de cada espada y el golpe de cada escudo golpeó firmemente su hogar", pero agregó que "el presupuesto de sangre y sangre también ha sufrido un aumento significativo, en gran parte gracias a la llegada de la hermosa pero psicótica Skade (Thea Sofie Loch Naess)". Gran parte de la temporada fue escrita por Stephen Butchard y la filmación se completó en Hungría. Estos episodios cubren el deterioro de la salud del rey Alfred, según reportes, "mientras intenta asegurarse de que su visión feroz de un Wessex cristiano y sajón como parte de una nación inglesa estable lo sobrevivirá como su legado... La relación Uhtred-Alfred está en el núcleo de la historia".

## Episodios
La primera y la segunda temporada estuvieron conformadas por 8 episodios cada una. Sin embargo, una vez que se confirmó que Netflix produciría en su totalidad la tercera y nueva temporada, estuvo conformada por 10 episodios, dos más de lo habitual.
| Temporada | Temporada | Episodios | Episodios | Emisión original        | Emisión original        | Emisión original    |
| Temporada | Temporada | Episodios | Episodios | Primera emisión         | Última emisión          | Cadena              |
| --------- | --------- | --------- | --------- | ----------------------- | ----------------------- | ------------------- |
|           | 1         | 8         | 8         | 10 de octubre de 2015   | 28 de noviembre de 2015 | BBC Two BBC America |
|           | 2         | 8         | 8         | 16 de marzo de 2017     | 4 de mayo de 2017       | BBC Two BBC America |
|           | 3         | 10        | 10        | 19 de noviembre de 2018 | 19 de noviembre de 2018 | Netflix             |
|           | 4         | 10        | 10        | 26 de abril de 2020     | 26 de abril de 2020     | Netflix             |

## Personajes

### Personajes principales
| - Alexander Dreymon como Uhtred of Bebbanburg. - David Dawson como Rey Alfred (temporadas 1–3). - Tobias Santelmann como Ragnar el Joven (temporadas 1–3). - Emily Cox como Brida. - Adrian Bower como Leofric (temporadas 1, 3). - Thomas Gabrielsson como Guthrum (temporada 1). - Simon Kunz como Odda el Viejo (temporadas 1–2). - Harry McEntire como Aethelwold (temporadas 1–3). - Rune Temte como Ubba (temporada 1). - Joseph Millson como Aelfric (temporadas 1–2, 4). - Brian Vernel como Odda el Joven (temporada 1). - Amy Wren como Mildrith (temporada 1). - Charlie Murphy como Reina Iseult (temporada 1). - Ian Hart como Beocca (temporadas 1–4). - Eliza Butterworth como Aelswith (temporada 2–presente; recurrente temporada 1). - Thure Lindhardt como Guthred (temporada 2). - Eva Birthistle como Hild (temporada 2–presente; recurrente temporada 1). - Gerard Kearns como Halig (temporada 2; recurrente temporada 1). - David Schofield como Abad Eadred (temporada 2). - Peri Baumeister como Gisela (temporadas 2–3). - Peter McDonald como Hermano Trew (temporada 2). | - Mark Rowley como Finan (temporada 2–presente) - Alexandre Willaume como Kjartan (temporada 2; recurrente temporada 1). - Julia Bache-Wiig como Thyra (temporadas 2–3; recurrente temporada 1). - Ole Christoffer Ertvaag como Sven (temporada 2; recurrente temporada 1). - Björn Bengtsson como Sigefrid (temporada 2). - Cavan Clerkin como Padre Pyrlig (temporada 2–presente). - Arnas Fedaravičius como Sihtric (temporada 2–presente). - Christian Hillborg como Erik (temporada 2). - Jeppe Beck Laursen como Haesten (temporada 2–presente). - Toby Regbo como Aethelred, Lord de Mercia (temporada 2–4). - Millie Brady como Princesa Aethelflaed (temporada 2–presente). - James Northcote como Aldhelm (temporada 2–presente). - Adrian Bouchet como Steapa (temporada 2–4). - Ewan Mitchell como Osferth (temporada 2–presente). - Simon Stenspil como Dagfinn (temporada 2–3). - Timothy Innes como Edward (temporada 3–presente). - Thea Sofie Loch Næss como Skade (temporada 3). | - Ola Rapace como Earl Sigurd Bloodhair (temporada 3). - Magnus Bruun como Cnut (temporada 3-4). - Adrian Schiller como Aethelhelm (temporada 3–presente). - Kevin Eldon como Obispo Erkenwald (temporada 3). - Jamie Blackley como Eardwulf, el comandante de las tropas locales de Lord Æthelred (temporada 4). - Stefanie Martini como Eadith, la amante del Ealdorman Æthelred y la hermana menor de Eardwulf (temporada 4-presente). - Finn Elliott como Young Uhtred, hijo de Uhtred (temporada 4-presente). - Ruby Hartley como Stiorra, la hija de Uthred (temporada 4-presente). - Richard Dillane como Ludeca, un Ealdorman de Mercia (temporada 4-presente). - Dorian Lough como Burgred, un Ealdorman de Mercia (temporada 4-presente). - Steffan Rhodri como Rey Hywel Dda (temporada 4-presente). - Nigel Lindsay como Rhodri (temporada 4). - Eysteinn Sigurðarson como Sigtryggr, un lord vikingo (temporada 4-presente). - Amelia Clarkson como Ælflæd, esposa del rey Edward y la hija de Aethelhelm (temporada 4-presente; recurrente temporada 3). |

### Personajes recurrentes
| - Matthew Macfadyen como Lord Uhtred. - Rutger Hauer como Ravn. - Peter Gantzler como Earl Ragnar. - Tom Taylor como Uhtred Joven. - Henning Valin Jakobsen como Storri. - Jason Flemyng como Rey Edmund. - Alec Newman como Rey Æthelred. - Lorcan Cranitch como Padre Selbix. - Victor McGuire como Oswald. - Sean Gilder como Wulfhere. - Jonas Malmsjö como Skorpa del Caballo Blanco. - Nicholas Rowe como Hermano Asser. | - Richard Rankin como Padre Hrothweard. - Magnus Samuelsson como Clapa. - Henrik Lundström como Rollo. - Marc Rissmann como Tekil. - Christopher Sciueref como Jonis. - Erik Madsen como Fiske. - Jóhannes Haukur como Sverri - Oengus MacNamara como Bjorn - Tibor Milos Krisko como Rypere. - Ingar Helge Gimle como Gelgill. | - Ed Birch como Sigebriht. - Julia Brown como Ecgwynn. - Ian Conningham como Offa. - Tygo Gernandt como Jackdaw. - Jon Furlong como Hermano Godwin. - Debbie Chazen como Sable. - Anton Saunders como Godric. - Ciáran Owens como Tidman. - Daniel Tuite como Hermano Hubert. - Annamária Bitó como Ælfwynn. - Bernard Cornwell como Beornheard. - Lee Boardman como Guthlac. | - Caspar Griffiths como Æthelstan. - Máté Haumann como Cenr. - Marcell Zsolt Halmy como Ælfweard. - Gabriel Harland como Young Cnut. - Tristan Harland como Esga. - Debbie Chazen como Sable. - Phia Saban como Ælfwynn. - Anthony Cozens como Aidan. - Kirill Bánfalvi como el hijo de Burgred. - Richard Heap como Hermano Oswi. - Nicholas Asbury como Hermano Iestyn. - Ossian Perret como Wihtgar. - Oscar Skagerberg como Bjorgulf. - Julia Brown como Ecgwyn. - Antal Leisen como Creoda. - Kimberley Wintle como Taetan. |

## Producción
En julio del 2014 se anunció que la BBC había ordenado la adaptación televisiva de las novelas The Saxon Stories de Bernard Cornwell.
La serie comenzó a grabar en noviembre del 2014, es dirigida por Peter Hoar, Anthony Byrne, Ben Chanan y Nick Murphy, y escrita por Stephen Butchard y Bernard Cornwell. La serie es producida por Chrissy Skinnsy editada por Paul Knight, en la producción ejecutiva participan Stephen Butchard, Nigel Marchant y Gareth Neame. La cinematografía está bajo el cargo de Chas Bain; mientras que la música está compuesta por John Lunn.
En abril de 2018, Netflix confirmó que una tercera temporada estaba en producción, basada en los libros The Lords of the North y  Sword Song, que se emitió exclusivamente en el servicio de transmisión, y Bernard Cornwell indicó que le habían ofrecido un cameo. El actor sueco Ola Rapace se unió al equipo para la temporada 3, como Jarl Harald Bloodhair. El director sueco Erik Leijonborg estuvo detrás de las cámaras para la temporada 3, ha colaborado con Rapace en varias series de televisión suecas.
El 26 de diciembre de 2018, la serie fue renovada para una cuarta temporada por Netflix.

### Antecedentes históricos
Los principales eventos del reinado de Alfred el Grande y sus herederos están bien documentados, y varios hombres llamados Uhtred gobernaron desde el Castillo de Bamburgh, más notablemente Uhtred the Bold más de un siglo después. Las personas identificadas como "daneses" vinieron de muchos lugares de Dinamarca, incluyendo el sur de Suecia y Noruega. Los historiadores creen que los invasores daneses de Northumbria vinieron de Jutlandia en Dinamarca, como se menciona en los libros de Cornwell, así como de algunas de las islas danesas y el este de Dinamarca (sur de Suecia).
Ubba de la temporada 1 realmente existió. Se cree que dirigió una fuerza mixta que incluía frisones y hombres de Irlanda. La serie de televisión Vikingos lo recrea nacido en Noruega e hijo de Ragnar Lodbrok. Hay registros que respaldan esto, pero algunos historiadores lo dudan.

### Emisión en otros países
La serie fue estrenada en los Estados Unidos el 10 de octubre del 2015 por medio de la BBC América, mientras que en el Reino Unido fue estrenada el 22 de octubre del 2015 por medio de la BBC Two.
| País          | Título                | Cadenas/Línea    | Fecha de Inicio                                             | Fecha de Finalización   |
| ------------- | --------------------- | ---------------- | ----------------------------------------------------------- | ----------------------- |
| Alemania      | The Last Kingdom      | Netflix          | 28 de diciembre de 2015                                     | -                       |
| Australia     | The Last Kingdom      | Netflix          | 28 de diciembre de 2015                                     | -                       |
| Austria       | The Last Kingdom      | Netflix          | 28 de diciembre de 2015                                     | -                       |
| Canadá        | The Last Kingdom      | Netflix          | 28 de diciembre de 2015                                     | -                       |
| España        | The Last Kingdom      | Netflix TV3      | 28 de diciembre de 2015 (Netflix) 24 de julio de 2017 (TV3) | -                       |
| Japón         | The Last Kingdom      | Netflix          | 28 de diciembre de 2015                                     | -                       |
| Nueva Zelanda | The Last Kingdom      | Netflix          | 28 de diciembre de 2015                                     | -                       |
| Países Bajos  | The Last Kingdom      | Netflix          | 7 de noviembre de 2015                                      | -                       |
| Portugal      | The Last Kingdom      | Netflix          | 28 de diciembre de 2015                                     | -                       |
| Rusia         | Последнее королевство | Netflix          | 28 de diciembre de 2015                                     | -                       |
| Suecia        | Det sista kungariket  | Netflix          | 28 de diciembre de 2015                                     | -                       |
| Uruguay       | El Último Reino       | Netflix Teledoce | 3 de julio de 2016                                          | 4 de septiembre de 2016 |
| México        | El Último Reino       | Netflix 5*       | 28 de diciembre de 2015                                     | -                       |
| Colombia      | El Último Reino       | Netflix Canal 1  | 28 de diciembre de 2015                                     | -                       |
| Ecuador       | El Último Reino       | Netflix          | 28 de diciembre de 2015                                     | -                       |
| Panamá        | El Último Reino       | Netflix          | 28 de diciembre de 2015                                     | -                       |
| Perú          | El Último Reino       | Netflix ATV      | 28 de diciembre de 2015                                     | -                       |
| Bolivia       | El Último Reino       | Netflix          | 28 de diciembre de 2015                                     | -                       |

## Recepción

### Recepción crítica
La serie se ha encontrado con una respuesta crítica positiva. En Rotten Tomatoes, la temporada 1 tiene una aprobación del 87% basada en las revisiones de 31 críticos, con un promedio de 7.61/10. El consenso crítico del sitio web dice:«The Last Kingdom fusiona una hermosa cinematografía y magníficas secuencias de acción para crear un drama histórico muy gratificante.» En Metacritic, la temporada 1 tiene una puntuación de 78/100 basada en 15 críticas. La segunda y la tercera temporada recibieron 86% y 100% de aprobación en Rotten Tomatoes, respectivamente.
Sam Wollaston revisó el primer episodio en The Guardian y advirtió: "Es aconsejable no apegarse demasiado a nadie en The Last Kingdom". Charlotte Runcie dio al episodio de apertura 4 estrellas de 5 en The Daily Telegraph. Wollaston y Runcie comentaron las similitudes entre The Last Kingdom y Game of Thrones.
Sean O'Grady en The Independent encontró que parte del lenguaje usado le dio a la serie "una calidad satisfactoriamente terrenal", pero pensó que la trama estaba "un poco enrevesada". El crítico de televisión de Private Eye fue más crítico, argumentando que The Last Kingdom demuestra como Game of Thrones "persigue a la BBC", y que la serie fue directamente derivada tanto de series de fantasía como de dramas europeos tales como The Killing y  Wallander, pero carece de las características que han hecho que dichas series tengan éxito.